# Nobiskrug (Gasthaus)
Nobiskrug, (süddeutsch auch: Nobishaus) ist ein seit dem 15. Jahrhundert bekannter Name bestimmter Gasthäuser. In der religiös-moralisierenden Literatur der Reformationszeit kommt das Wort als Bezeichnung eines fiktiven Wirtshauses vor, in dem sich jüngst Verstorbene bei einem luziferischen Wirt versammeln. Als literarisches Motiv hat der Nobiskrug eine Tradition bis ins 20. Jahrhundert. Weitgehend unabhängig von diesen Texten ist auf Holzschnitten um 1500 und vereinzelt auf Flugblättern des 17. Jahrhunderts eine eigene Bildtradition fassbar. Seit dem 15. Jahrhundert  und noch bis heute existieren unter dem Namen Nobiskrug einige, meist abseits der Städte gelegene Gasthöfe und davon abgeleitete Ortsnamen. Einige Orts- und Flurnamen sind mit Untergangssagen verknüpft.

## Name
Krug ist eine norddeutsche Bezeichnung für ländliche Wirtschaften. Die rätselhafte Zusammensetzung hat unterschiedliche Herleitungen herausgefordert, nicht nur die naheliegende vom lat. Personalpronomen nobis = uns. Im Grimmschen Wörterbuch sind unter Nobis die bis 1885 vermuteten etymologischen Zusammenhänge referiert, vor allem mit lat. abyssus: Abgrund, Hölle, dem ein N vorgesetzt worden sei. Grohne leitete in der bis heute schlüssigsten Untersuchung den Nobiskrug aus dem rotwelschen Verneinungspräfix nobis ab, dessen sich fahrendes Volk bedient habe, um zu vermeidende Gasthäuser zu kennzeichnen. Lange fand die Deutung von Krogmann  Anerkennung, die das Wort mit dem schweizerischen Nobischratten, einem Korb für ungetauft verstorbene Kinder, in Verbindung brachte. Im Alpenraum galt das Nobishaus  als ein Durchgangsort dieser Seelen, eine Art Limbus für Kinder. Zuletzt hat Marianne Rumpf wieder einen Bezug zur lateinischen Gebetsformel ora pro nobis aufgegriffen und erklärt nobis als Bezeichnung für einen der Fürbitte bedürftigen, sündigen Menschen, insbesondere Bußpilger und den Nobiskrug als Wallfahrerherberge.
Die nicht ohne weiteres erklärliche Übertragung des mit seinem Jenseitsbezug negativ besetzten metaphorischen Namens auf real existierende Wirtshäuser erklärt Grohne damit, dass die Benennung nicht durch den Eigentümer oder Wirt erfolgt sei, sondern ursprünglich auf den durchaus verächtlichen Bezeichnungen durch Bevölkerung und Gäste (Pilger, Vaganten u. a. Fahrende Leute) beruhe. Dass sich die realen, lokalisierbaren Nobiskrüge in Norddeutschland konzentrieren, begründet Grohne damit, dass Norddeutschland die Sitte, Hausnamen zu führen, erst spät entwickelt habe.

## Darstellungen

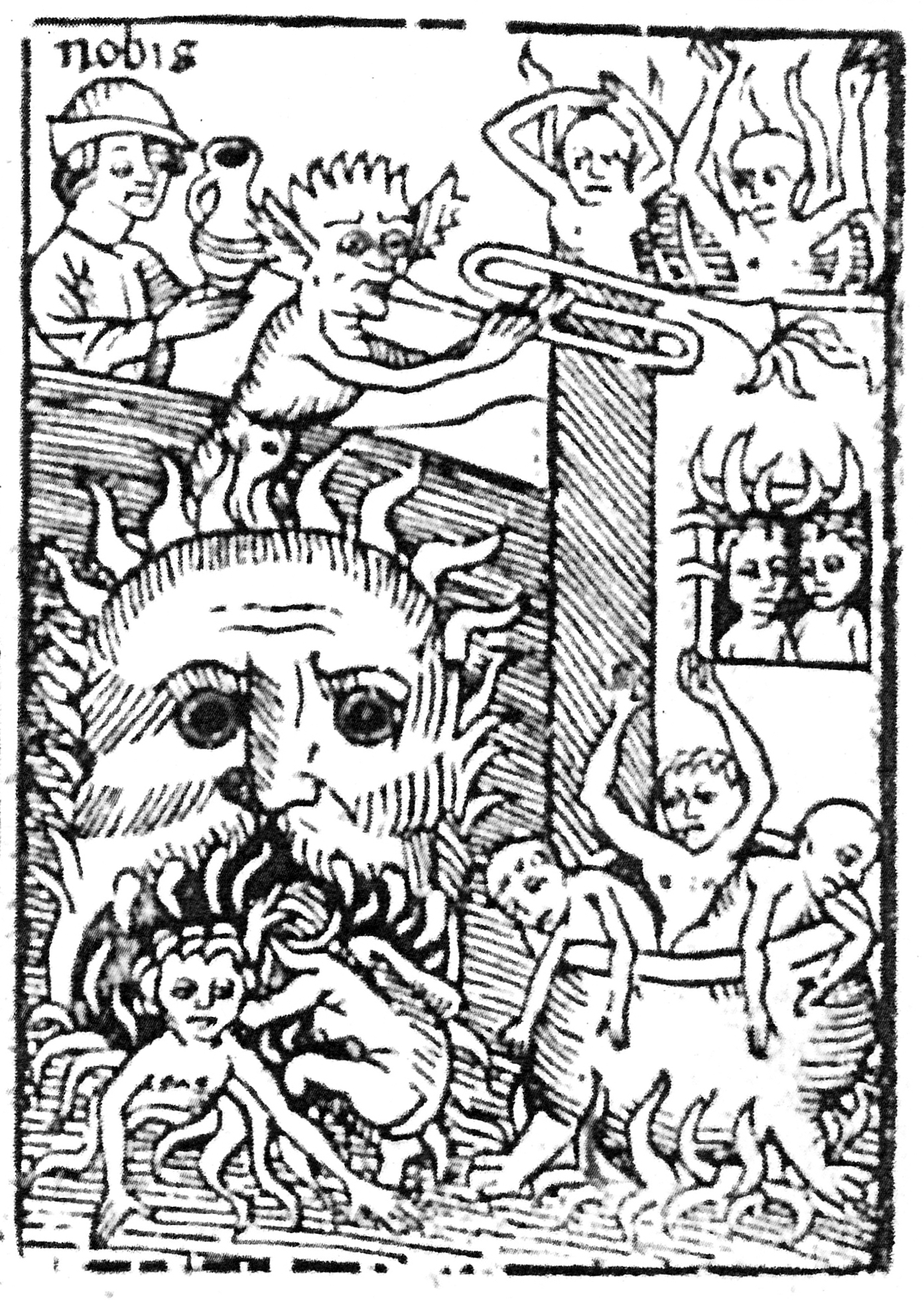
Fegefeuerhaus mit „Nobis“-mann. Detail aus einem Titelblatt zu Eyn spegel aller lefhebbere der sundigen werlde, Holzschnitt, Magdeburg 1493

In den Jahrzehnten um 1500 entstehen gelegentlich Holzschnitte mit Darstellungen des Höllenrachens, des Fegefeuers oder des Limbus, denen das marginale Figürchen eines krugtragenden Mannes mit Beischrift nobis, nobishaus oder nobisherberge zugeordnet ist. Es sind teils Einzelblätter, teils Illustrationen, doch sind die Bezüge zu den Texten der zugehörigen Traktate mit ihren Sündenwarnungen bisher nicht recht untersucht worden. So bleibt der Zusammenhang zwischen Hölle und Krug noch unklar, erst einige wenige Flugblätter des 17. Jahrhunderts identifizieren ausdrücklicher den Nobiskrug mit der Hölle.

## Forschungsstand
Um den Themenkomplex Nobiskrug zu erklären, sind in der genannten Literatur zahlreiche wertvolle Einzelbeobachtungen zusammengetragen worden. Doch die Auflösung mancher Widersprüche und eine konsistente Gesamtdarstellung steht bislang noch aus. Nobis tritt demnach teils als armer Sünder, als Wallfahrer, teils als (Höllen-)Wirt und Teufel selbst auf; der Nobiskrug erscheint in der Bildtradition als Höllenrachen, in der neueren Literatur eher als Ort der Läuterung und in der historischen Wirklichkeit als abseits gelegenes, aber meist ordentliches, oft in öffentlichem Eigentum gewesenes Gasthaus. Die Darstellung von Grohne erscheint heute immer noch am ehesten als widerspruchsarme Gesamtdarstellung.

## Orte
Ortsteile mit dem Namen „Nobiskrug“ befinden sich in:
- eine Flur bei 23774 Heiligenhafen
- 24768 Rendsburg
- 25889 Witzwort
- 26427 Stedesdorf
- 26441 Jever

## Gasthäuser
Gasthäuser mit diesem Namen gibt oder gab es außerdem in oder bei:
- 20359 Hamburg[12]

1. historisch: 1526 erwähnt, vor 1624 zerstört.[13]
2. aktuell: Der Nobiskrug in Hamburg seit 1895 an der Ecke von „Am Nobisteich“ und Lincolnstraße (Hamburg), etwa 120 Meter südlich des ehemaligen Verlaufs vom Nobistor

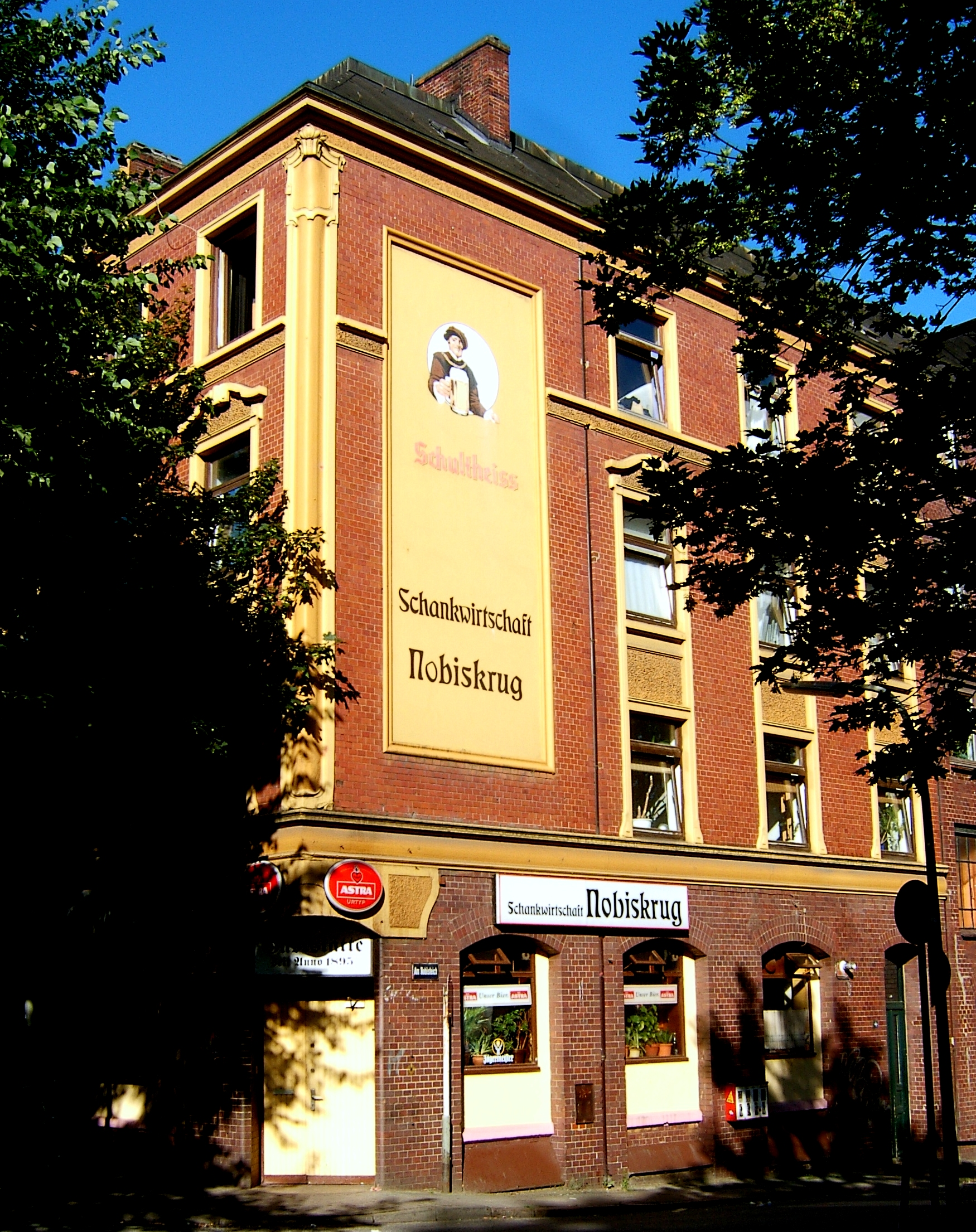
Nobiskrug 2006
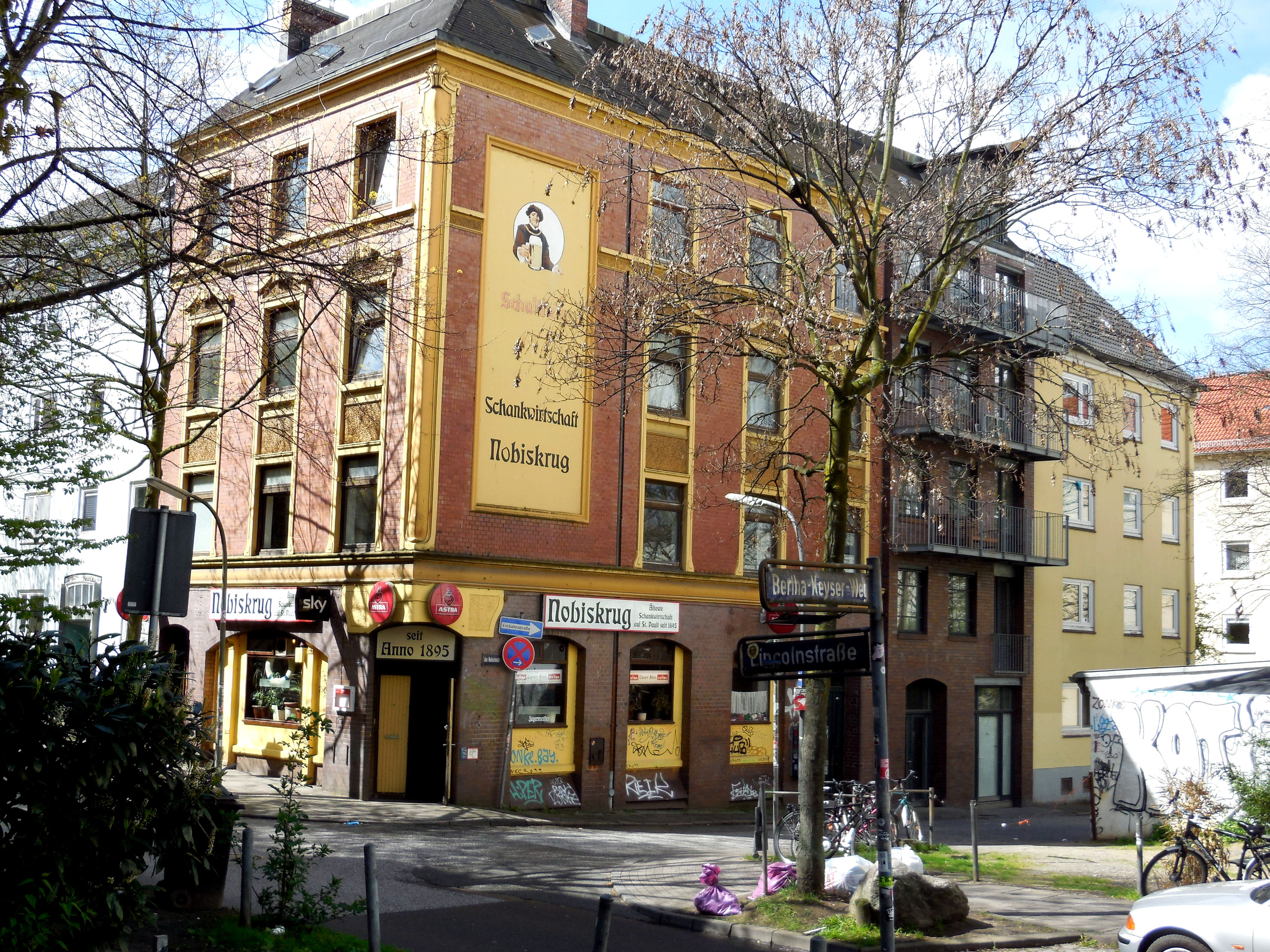
Nobiskrug in St. Pauli 2017

- 23627 Groß Sarau am Ratzeburger See
- 24768 Rendsburg[14] – der Name der Werft Nobiskrug ist von der Örtlichkeit abgeleitet.
- 26427 Esens
- 26441 Sandel (Jever)[15]
- 27809 Altenesch („Nobiskuhle“)
- 29410 Salzwedel
- 31171 Groß-Escherde bei Hildesheim
- 38165 Lehre-Wendhausen (1569 erwähnt)
- 48157 Handorf bei Münster[16][17][18]
- 58332 Schwelm

## Nachweise und Literatur
1. ↑  Lt. Rumpf soll der „Eiderstedter Nobiskrug bei Witzhave“ urkundlich „um 1400“ belegt sein. Nachweis fehlt aber. Außerdem liegt hier offensichtlich eine Verwechselung des Ortsnamens 22969 Witzhave (in Stomarn) mit dem von 25889 Witzwort (Eiderstedt) vor.
2. ↑  Jacob Grimm und Wilhelm Grimm: Deutsches Wörterbuch, Bd. 13, 1885, Sp. 862–877
3. ↑  Ernst Grohne: Die Nobiskrüge, in: Niederdeutsche Zeitschrift für Volkskunde 6, 1928, S. 192–221
4. ↑  Willy Krogmann: Vom Nobiskratten zum Nobiskrug. Wanderung und Wandlung eines Wortes aus der Schweiz, in: Freundesgabe. Jahrbuch zur Gesellschaft zur Förderung des Märchengutes der europäischen Völker 1962/64, S. 12–54
5. ↑  Marianne Rumpf: Bildliche Darstellungen vom Nobiskrug, von der Hölle und dem Fegefeuer, in: Rheinisch-westfälische Zeitschrift für Volkskunde 40, 1995, S. 107–138 (mit Referierung der voraufgehenden Literatur)
6. ↑  Die genannten Werke behandelt Hermann Tardel: Moderne Nobiskrug-Dichtungen in: Niederdeutsche Zeitschrift für Volkskunde, Jg. 3, 1925, S. 31–37
7. ↑  Ernst Bloch: Vom Geist der Utopie, (Neuauflage der 2. Fassung von 1923), 1964, S. 17 ff.
8. ↑  Peter Huchel: Gesammelte Werke, Band 2, 1984, S. 127–177
9. ↑  Anton Aulke im Lexikon Westfälischer Autorinnen und Autoren
10. ↑  Zusammengestellt und abgebildet bei Rumpf (s. Anm. 5)
11. ↑  zu den Meditationen des Jordanus von Quedlinburg und des Pseudo-Bonaventura
12. ↑  (vgl. Nobistor)
13. ↑  Grohne, Anm. 1. Digitalisat der Staats- und Universitätsbibliothek Hamburg: Vorstellung der Gegend des Hamburger Bergs: in welcher im Monat Junii 1734 von dem Altonaischen Pöbel ein Wirtshaus spoliiret worden.
14. ↑  Peter Eggers: Die Nobiskrüge, Rendsburg 1980.
15. ↑  Ludwig Strackerjan: Aberglaube und Sagen aus dem Herzogtum Oldenburg. Band 2, 1867, Neuauflage bearbeitet von Michael Holzinger 2014, ISBN 978-1-4942-7103-9, S. 709, auch online
16. ↑  Jahrbuch des Vereins für Niederdeutsche Sprachforschung 1941, S. 56 (eingeschränkte Vorschau in der Google-Buchsuche)
17. ↑  Anton Aulke: Die Sage vom Nobiskrug in: Westfälischer Heimatkalender 14, 1961, S. 64 f.
18. ↑  Werner Dobelmann: Der Nobiskrug am Freistuhl Kasewinkel, in: Westfälischer Heimatkalender 31, 1971, S. 44–47.